# بلاس لوبيز
بلاس لوبيز (بالإسبانية: Blas López) (14 مايو 1984 في باراغواي - ) هو مدرب كرة قدم ولاعب كرة قدم باراغواياني في مركز الوسط. لعب مع سبورت وانكايو ونادي ليبرتاد وناسيونال أسونسيون ونادي 12 أكتوبر لكرة القدم وريفر بليت ونادي 3 فبراير ونادي أوكاس وبويرتو مونت ‏ وجنرال كاباليرو ‏ وسيلفيو بيتيروسي ‏ وClub Cerro Corá ‏.

## وصلات خارجية
- بلاس لوبيز على موقع الاتحاد الدولي (مؤرشف)  (الإنجليزية)
- بلاس لوبيز على موقع إي إس بي إن إف سي (الإنجليزية)
- بلاس لوبيز على موقع قاعدة بيانات كرة القدم.إي يو (الإنجليزية)
- بلاس لوبيز على موقع Soccerway.com (الإنجليزية)